# وانتا (رودخانه)
رود وانتا یا وانتان‌یوکی (فنلاندی: Vantaanjoki, سوئدی: Vanda å) رودخانه‌ای با طول ۱۰۱ کیلومتر (۶۳ مایل) در استان فنلاند جنوبی است.
این رودخانه از دریاچه اِرکولَن‌یروی واقع در هاوس‌یَروی شروع می‌شود و در محله موسوم به وانهان‌کاوپونگین‌سِلکَه در هلسینکی به خلیج فنلاند می‌ریزد.
یکی از سرشاخه‌های رودخانه وانتا کراوان‌یوکی است که از طریق محله کراوا در منطقه اوسیما در شمال هلسینکی عبور می‌کند.

## منبع آب و نیروگاه
در حالت عادی آب مورد نیاز شهر هلسینکی از طریق تونل آبی موسوم به تونل پَیَّنِه (فنلاندی: Päijännetunneli) تأمین می‌شود. چنانچه این مخزن مشکلی داشته باشد، از رودخانه وانتا به عنوان منبع ذخیره‌سازی آب استفاده می‌شود.
شرکت برق منطقه‌ای هلسینکی دارای یک موزه-نیروگاه فعال در دهانه رود است. این نیروگاه برق آبی قدیمی هنوز به‌طور متوسط سالانه ۵۰۰ کیلوبایت ساعت برق تولید می‌کند.

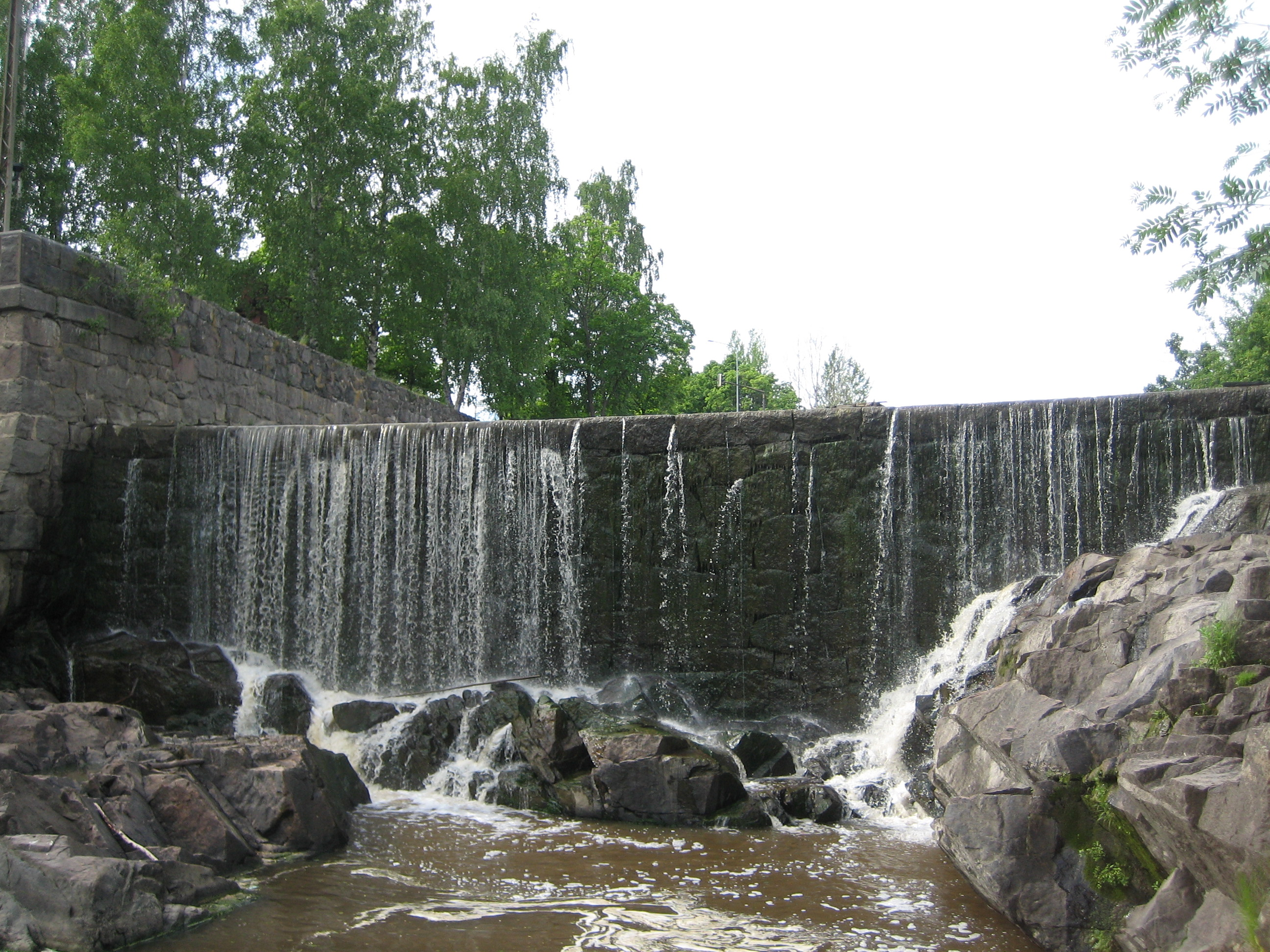

## نگارخانه

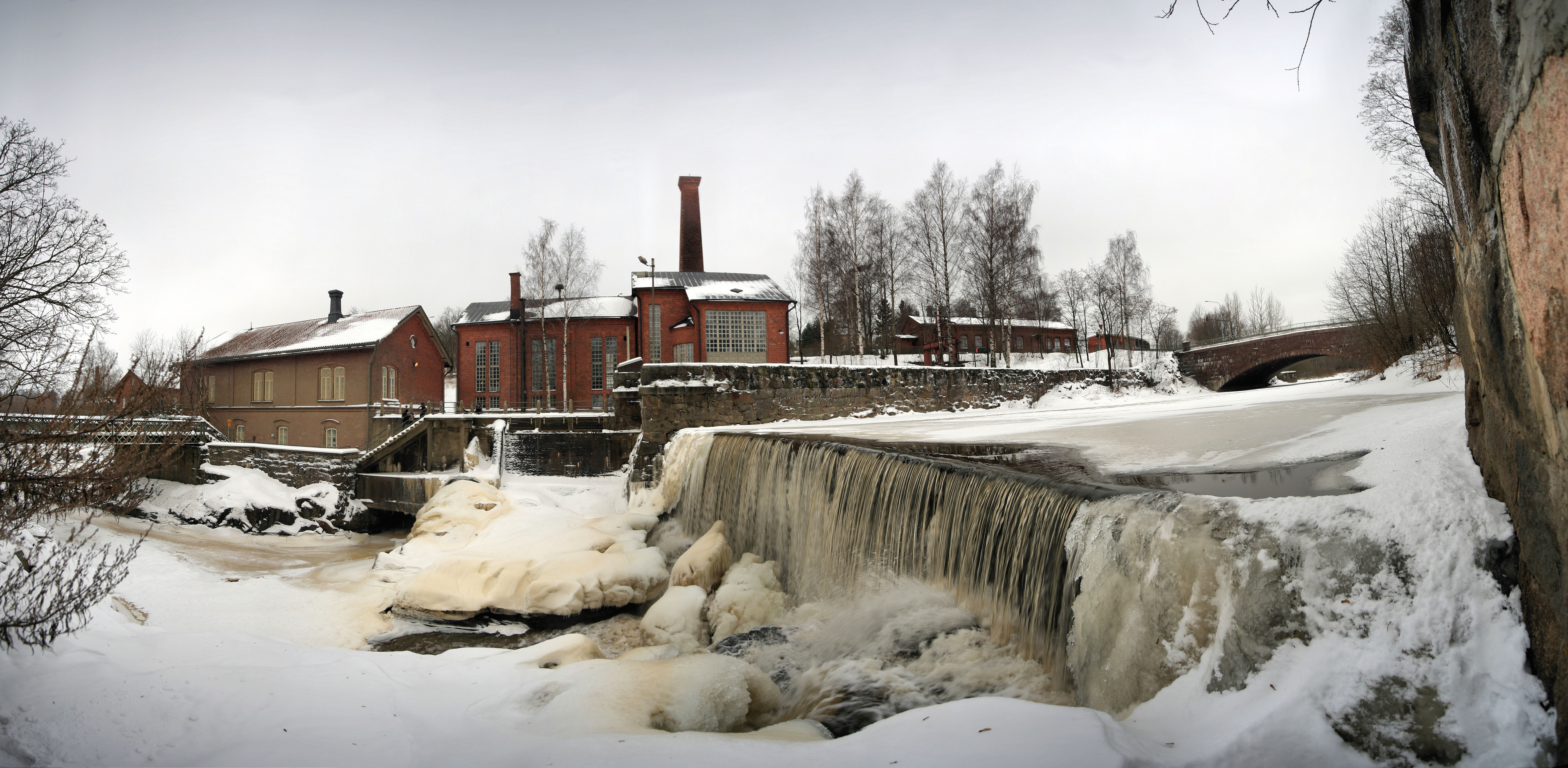
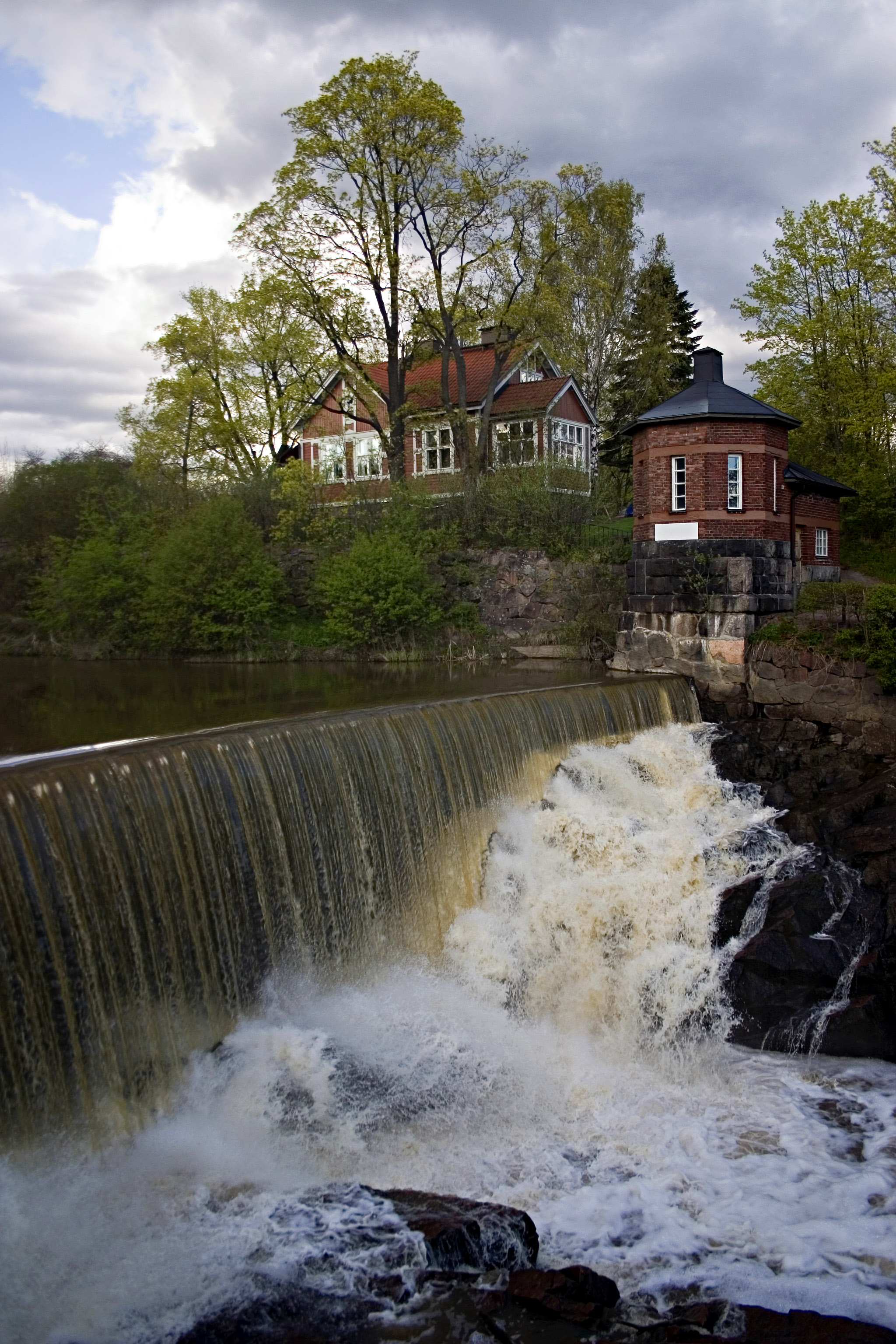
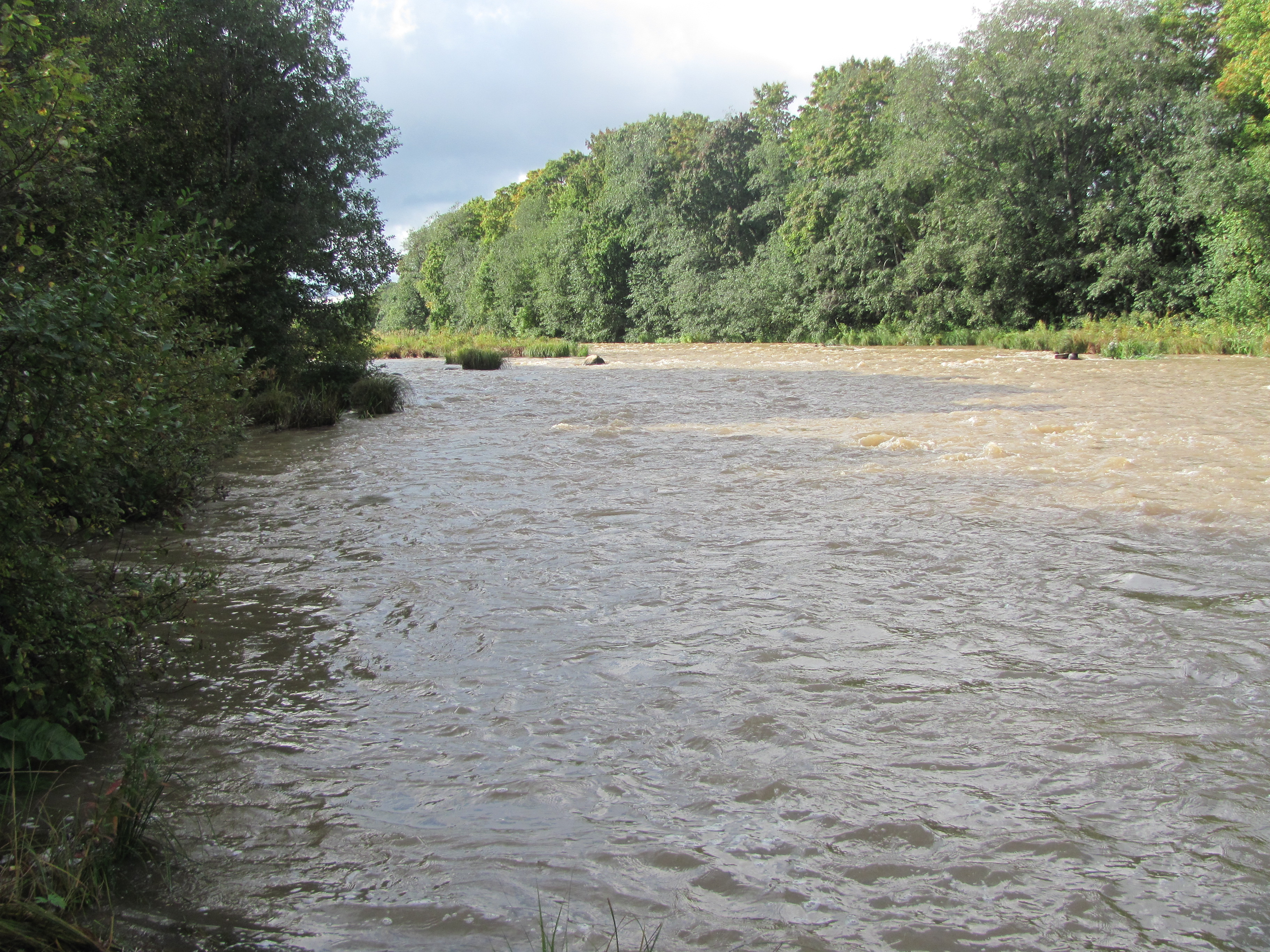
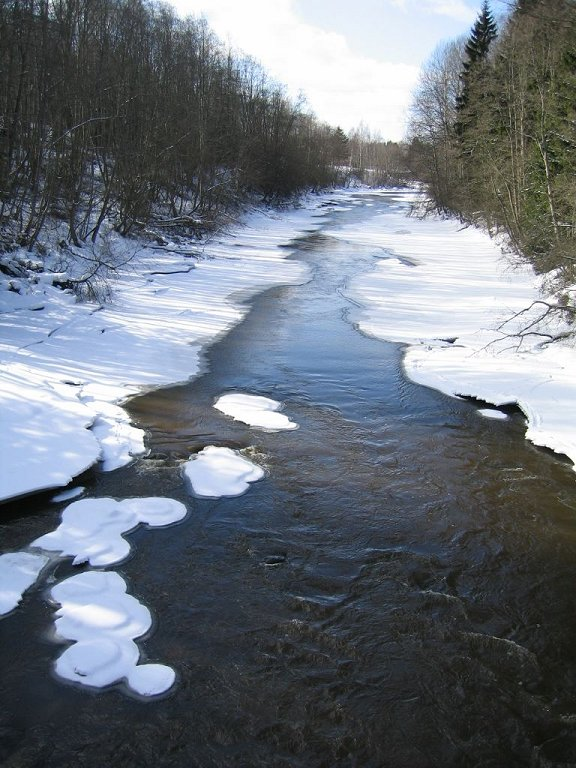